# Mercedes-Benz W124
Mercedes-Benz W124 är en personbil, tillverkad av den tyska biltillverkaren Mercedes-Benz mellan 1984 och 1996.
124:an introducerades i december 1984. Bilen bröt helt med föregångaren W123 och tekniken byggde istället vidare på den mindre 190:n, men med större kaross och rymligare interiör. Från hösten 1985 kunde man beställa sin sexcylindriga W124:a med Mercedes fyrhjulsdrivningssystem 4MATIC i 1987.
Produktionen uppgick till 2 583 470 exemplar.

## Motorer
De enda motorer som följde med från föregångaren var de fyrcylindriga bensinmotorerna. Dieslarna kändes igen från 190:n, medan sexorna var helt nya. Från 1986 erbjöds bensinmotorerna med katalytisk avgasrening. Senare uppdaterades programmet med nya fyrventilsmotorer och stora V8:or infördes.
Versioner:
| Modell      | Årsmodell | Motor                      | Cylindervolym | Effekt     | Bränslesystem      | Anm.        |
| ----------- | --------- | -------------------------- | ------------- | ---------- | ------------------ | ----------- |
| 200         | 1985-89   | M102: 4-cyl radmotor ohc   | 1997 cm³      | 109 hk     | Förgasare          |             |
| 200 E       | 1985-89   | M102: 4-cyl radmotor ohc   | 1997 cm³      | 122 hk     | Bränsleinsprutning |             |
| 200 D       | 1985-95   | OM601: 4-cyl radmotor ohc  | 1997 cm³      | 72-75 hk   | Dieselmotor        |             |
| 230 E       | 1985-89   | M102: 4-cyl radmotor ohc   | 2299 cm³      | 136 hk     | Bränsleinsprutning |             |
| 250 D       | 1985-93   | OM602: 5-cyl radmotor ohc  | 2497 cm³      | 90-94 hk   | Dieselmotor        |             |
| 260 E       | 1985-89   | M103: 6-cyl radmotor ohc   | 2599 cm³      | 170 hk     | Bränsleinsprutning |             |
| 300 E       | 1985-89   | M103: 6-cyl radmotor ohc   | 2962 cm³      | 190 hk     | Bränsleinsprutning |             |
| 300 D       | 1985-93   | OM603: 6-cyl radmotor ohc  | 2996 cm³      | 109-113 hk | Dieselmotor        |             |
| 200         | 1986-90   | M102: 4-cyl radmotor ohc   | 1997 cm³      | 105 hk     | Förgasare          | Katalysator |
| 200 E       | 1986-92   | M102: 4-cyl radmotor ohc   | 1997 cm³      | 118 hk     | Bränsleinsprutning | Katalysator |
| 230 E       | 1986-92   | M102: 4-cyl radmotor ohc   | 2299 cm³      | 132 hk     | Bränsleinsprutning | Katalysator |
| 260 E       | 1986-92   | M103: 6-cyl radmotor ohc   | 2599 cm³      | 160 hk     | Bränsleinsprutning | Katalysator |
| 300 E       | 1986-92   | M103: 6-cyl radmotor ohc   | 2962 cm³      | 180-188 hk | Bränsleinsprutning | Katalysator |
| 300 D Turbo | 1986-95   | OM603: 6-cyl radmotor ohc  | 2996 cm³      | 143-147 hk | Turbodiesel        |             |
| 250 D Turbo | 1988-95   | OM602: 5-cyl radmotor ohc  | 2497 cm³      | 126 hk     | Turbodiesel        |             |
| 300 E-24    | 1989-92   | M104: 6-cyl radmotor dohc  | 2960 cm³      | 220 hk     | Bränsleinsprutning | Katalysator |
| 400 E/E420  | 1991-95   | M119: 8-cyl V-motor dohc   | 4196 cm³      | 279 hk     | Bränsleinsprutning | Katalysator |
| 500 E/E500  | 1991-95   | M119: 8-cyl V-motor dohc   | 4973 cm³      | 320-326 hk | Bränsleinsprutning | Katalysator |
| 200 E/E200  | 1993-96   | M111: 4-cyl radmotor dohc  | 1998 cm³      | 136 hk     | Bränsleinsprutning | Katalysator |
| 220 E/E220  | 1993-96   | M111: 4-cyl radmotor dohc  | 2199 cm³      | 150 hk     | Bränsleinsprutning | Katalysator |
| 280 E/E280  | 1993-95   | M104: 6-cyl radmotor dohc  | 2799 cm³      | 193-197 hk | Bränsleinsprutning | Katalysator |
| 320 E/E320  | 1993-95   | M104: 6-cyl radmotor dohc  | 3199 cm³      | 220 hk     | Bränsleinsprutning | Katalysator |
| E250 D      | 1994-96   | OM605: 5-cyl radmotor dohc | 2497 cm³      | 113 hk     | Dieselmotor        |             |
| E300 D      | 1994-95   | OM606: 6-cyl radmotor dohc | 2996 cm³      | 136 hk     | Dieselmotor        |             |
| E36 AMG     | 1994-96   | M104: 6-cyl radmotor dohc  | 3199 cm³      | 279 hk     | Bränsleinsprutning | Katalysator |
| E60 AMG     | 1994-95   | M119: 8-cyl V-motor dohc   | 5956 cm³      | 381 hk     | Bränsleinsprutning | Katalysator |

## Karosser
Sedan-karossen introducerades i december 1984. 
I december 1985 följde kombin. Den byggdes i 340 503 exemplar.
I maj 1987 introducerades coupé-versionen. Den byggdes i 141 498 exemplar.
I september 1991 presenterade Mercedes sin första fyrsitsiga cabriolet sedan. Cabrioleten byggdes i 33 952 exemplar. 
Dessutom byggdes förlängda limousine-versioner av fristående karossbyggare som Miesen och Binz i 2 342 exemplar.

### Bilder

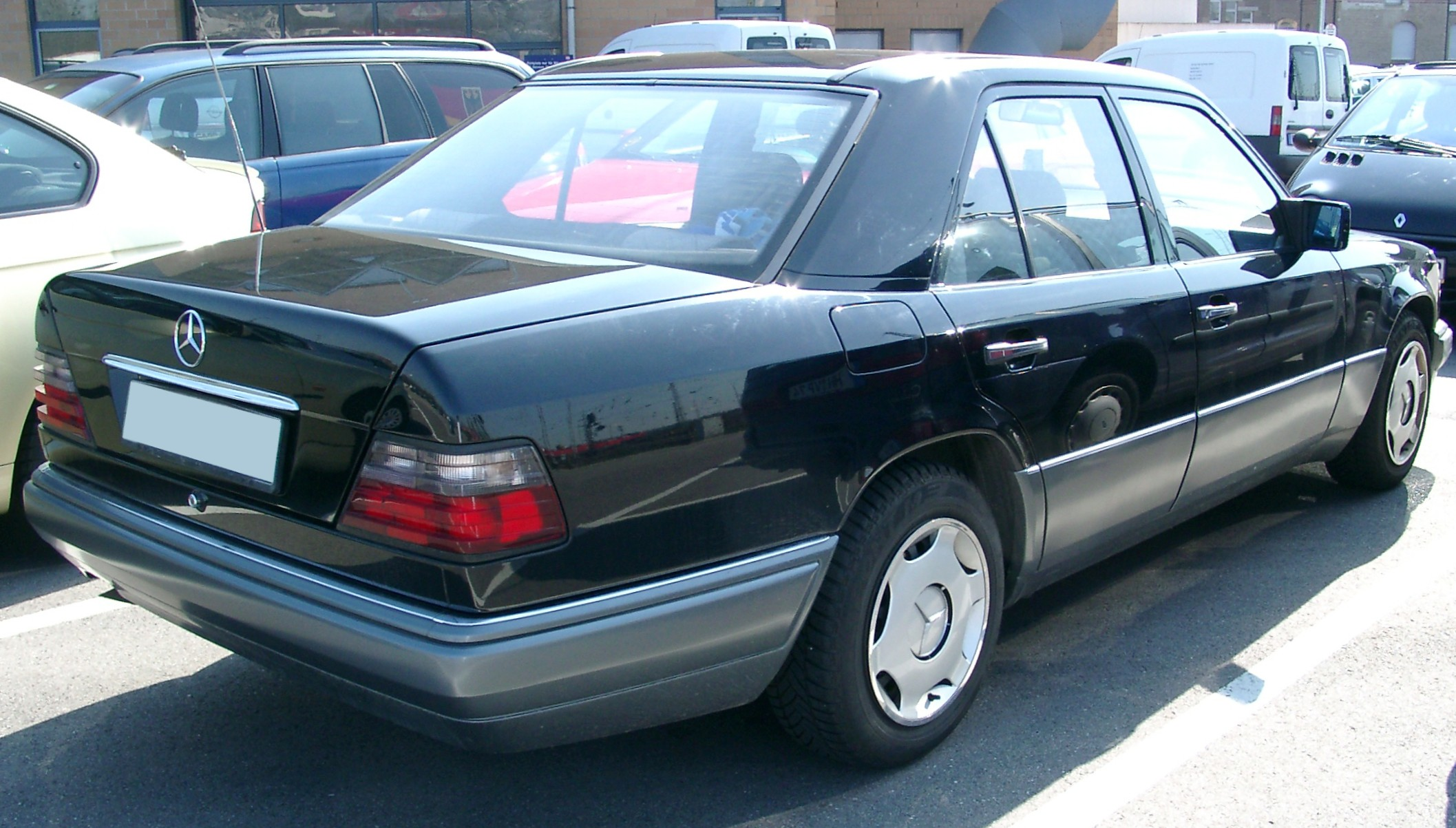
W124 sedan
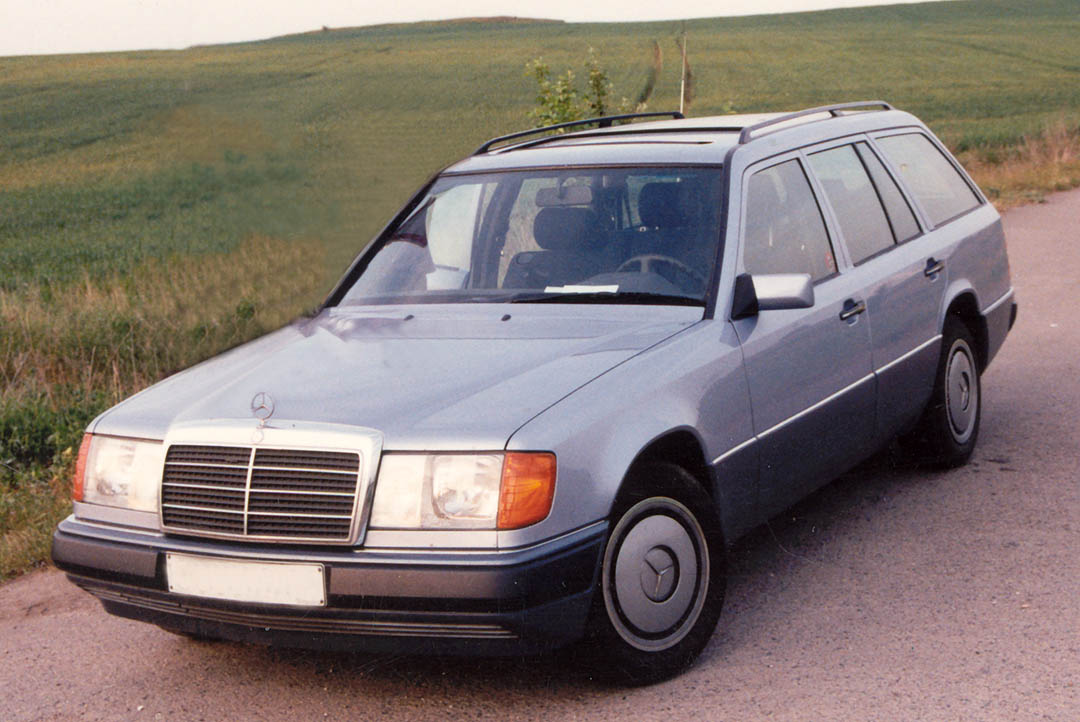
S124 kombi
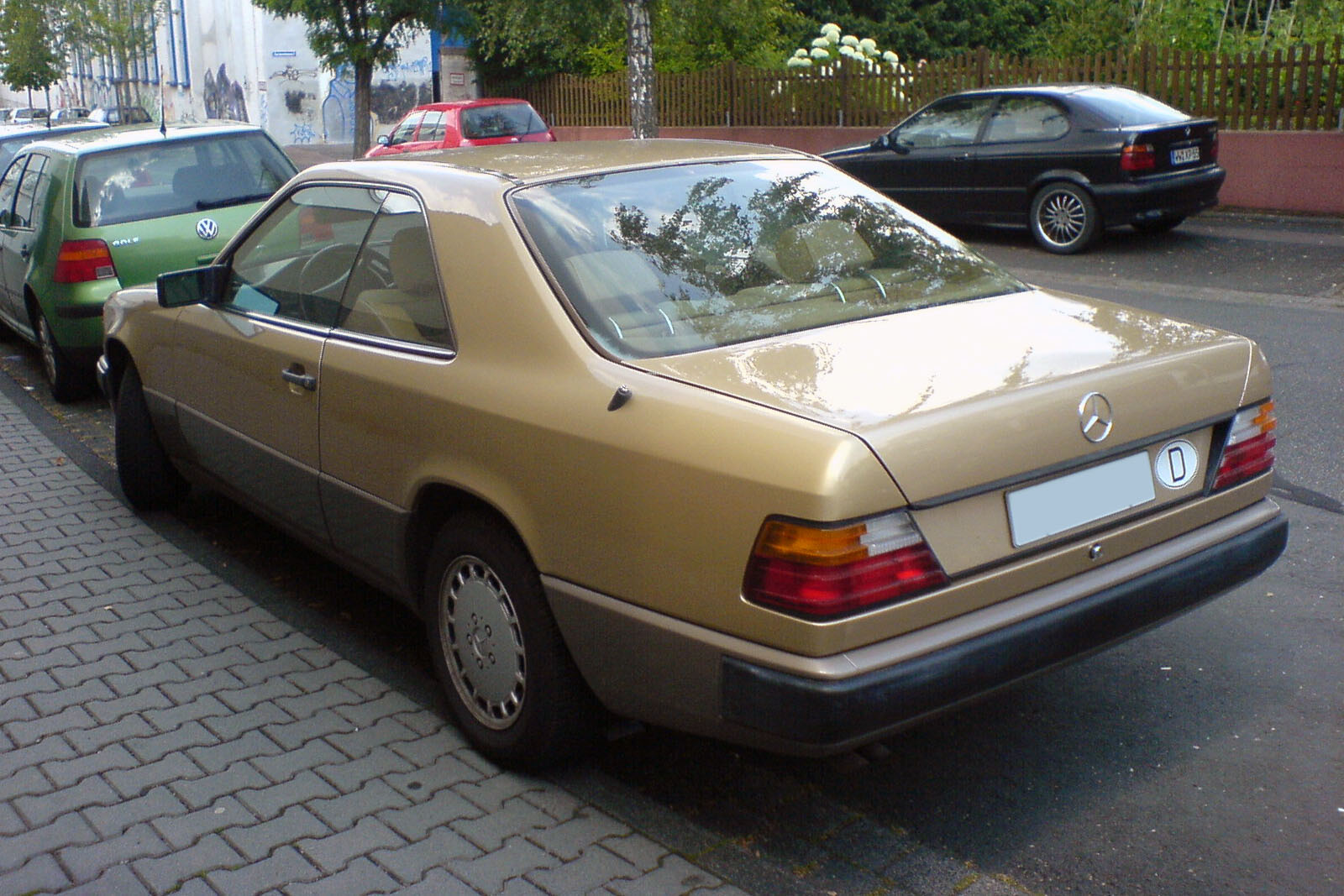
C124 coupé
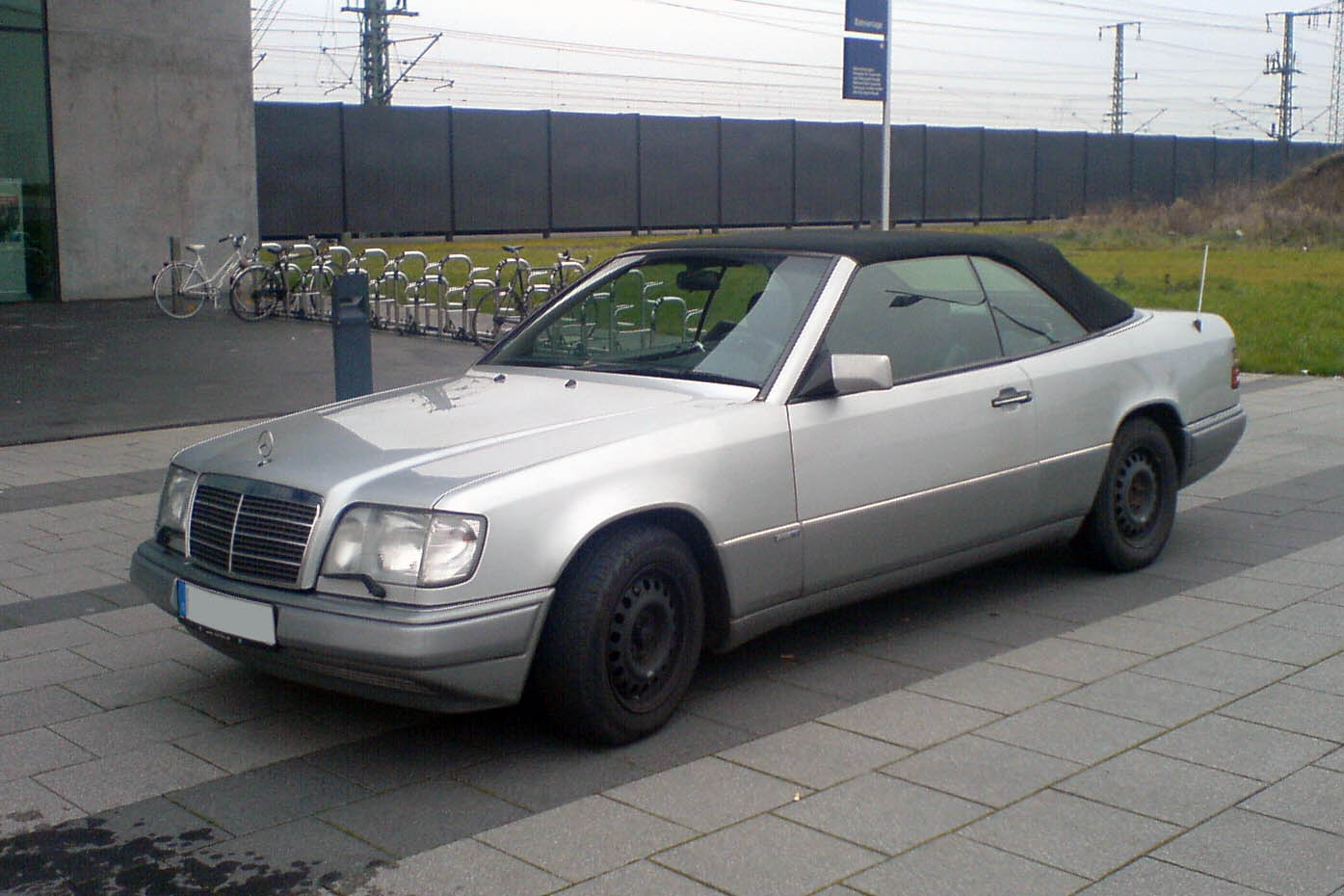
A124 cabriolet

## Uppdateringar

### Serie 1
Avser bilar tillverkade mellan introduktionen 1984 och 1988.

### Serie 2
1989 får alla modeller de stora skyddslister som införts med coupé-versionen.

### Serie 3
1993 blir W124:an officiellt Mercedes-Benz E-klass, i och med att modellerna byter namn från 200 E, 200 D och så vidare, till E200, E200 Diesel och så vidare.
Samtidigt införs modifierad kylarmaskering, stötfångare och lysen.